# Аболс, Оярс Густавович
О́ярс А́болс (латыш. Ojārs Ābols; 25 июля 1922 — 1 марта 1983) — латышский живописец и теоретик искусства.

## Жизненный путь
Родился в 1922 году в Риге. Его отец Густав был учителем английского языка, в 1939 году он репатриировался в Германию, а мать Марта была директором детского сада, убеждённой социал-демократкой.
С 1938 по 1940 год параллельно учёбе в Рижской 2-й гимназии Оярс посещал студию Романа Суты, где основал подпольную комсомольскую ячейку. В то время он освоил первые навыки рисования и живописи. Дальнейшее образование он получил в Горьком и в Москве.
В 1941 году записался добровольцем в 201 Латышскую дивизию Красной армии.
В 1944 году Аболс поступил в Государственный институт театрального искусства в Москве, но после окончания военных действий в Латвии был командирован на родину, возглавив ревизионную комиссию профсоюза работников искусств Латвийской ССР.
До 1947 года был председателем ЦК этого профсоюза в Латвийской ССР.
В 1947 году вступил в КПСС.
В 1946 году поступил в Латвийскую Государственную академию художеств, где учился у Отто Скулме в мастерской монументальной живописи. Окончил академию с отличием, с дипломной работой «Яков Свердлов у латышских стрелков в Риге в 1919 году».
В 1956 году Аболс получил степень кандидата наук в Институте живописи, скульптуры и архитектуры имени И.Репина в Ленинграде. Вернулся в Латвию, вступил в Союз художников. Был избран членом его правления и председателем секции живописи.
Руководил секцией искусства в Обществе по связям с соотечественниками за рубежом Госкомитета по культуре Латвийской ССР.
Во второй половине шестидесятых годов XX века изменил стиль творчества, уходя от соцреализма, под влиянием тенденций в мировом искусстве. В семидесятые годы стал одним из самых опытных теоретиков искусства в Латвии, анализируя художественные явления в контексте общественного процесса.

## Творчество
Изначально Аболс рисовал исторических личностей и пейзажи. Позже пришёл к упрощению деталей, более суровому стилю. Его живопись стала более экспрессивной, открылась языку символов и проблемам глобального масштаба. Существенное значение приобрело оформление картин, где стали использоваться сочетание цветов, фактуры и коллажи. Аболс был несравненным рисовальщиком и считал линию важнейшим рабочим элементом, «направлением в пространстве и движении».
Вечная задача искусства: найти взаимосвязь между жизнью человека и мировыми силами, от которых эта жизнь зависит.Оярс Аболс
Аболсу было присуще философское восприятие мира, сосредоточенное на непростых взаимосвязях и пересечениях гуманизма и мировых социальных процессов. Цитируя философов XX века, он высказал мысль, что человек вообще не подлежит изучению научными методами. Но «искусство в состоянии показать то, что ни в какие интеллектуальные концепции не включается и не формулируется: счастье человека, ожидания, предчувствия, отчаяние, смерть, возрождение, переход, падение, воскрешение. Если вы ищете правду о человеке, обращайтесь к искусству!»
Аболса считают основоположником культуры публичной художественной дискуссии в Латвии, человеком, который будил мысль. Джемму Скулме и Оярса Аболса называют создателями независимого современного направления латвийской живописи, формально не вписывавшегося в каноны советского искусства.

### Выставки
Оярс Аболс экспонировал свои работы с 1951 года в Москве, Западном Берлине, Кале, Вене, Бергамо, а также в городах Латвии.
В начале 1980-х годов в Риге организовал большую выставку современного искусства «Природа. Среда. Человек», на которой продемонстрировал ряд молодых художников (Андрис Бреже, Олег Тилбергс, Леонард Лагановскис). Открытия выставки он не дождался, так как в марте 1983 года скончался. Прошедшая в 1984 году, она стала манифестом нонконформизма и шокировала публику, местные коммунистические круги и реакционных художников. Всё это привело к взрыву гнева со стороны Москвы. Выставка была закрыта со скандалом за месяц до установленного срока, однако публика уже видела и приняла работы художников, в которых была доля социальной критики.

## Семья
Оярс Аболс был женат на языковеде Mирдзе Аболе (их сын-музыкант Юрис Аболс, р. 1950), а потом на художнице, дочери своего учителя Отто Скулме Джемме Скулме (их общая дочь — художница Марта Скулме, р. 1962).